# O Brutalista
The Brutalist (bra/prt: O Brutalista) é um filme de 2024, do gênero drama histórico épico, dirigido e coproduzido por Brady Corbet, a partir de um roteiro que ele coescreveu com Mona Fastvold. É uma coprodução internacional entre Estados Unidos, Reino Unido e Hungria, sendo estrelada por Adrien Brody, Felicity Jones, Guy Pearce, Joe Alwyn, Raffey Cassidy, Stacy Martin, Emma Laird, Isaach de Bankolé e Alessandro Nivola. Acompanha a vida de László Tóth, um arquiteto judeu nascido na Hungria que sobrevive ao Holocausto e emigra para os Estados Unidos, onde luta para alcançar o Sonho Americano até que um cliente rico muda sua vida.
O filme estreou no Festival de Veneza 2024 em 1 de setembro de 2024, onde Corbet recebeu o Leão de Prata de Melhor Direção. Foi aclamado pela crítica e foi eleito um dos 10 melhores filmes de 2024 pelo American Film Institute. Recebeu sete indicações nos Prémios Globo de Ouro de 2025, incluindo indicações para Brody, Jones & Pearce nas categorias de atuação e Melhor Filme de Drama. O filme está programado para ser lançado nos Estados Unidos em 20 de dezembro de 2024, pela A24. O filme foi lançado no Reino Unido e internacionalmente em 24 de janeiro de 2025, pela Universal Pictures e Focus Features.

## Elenco
- Adrien Brody como László Tóth, um arquiteto judeu húngaro e sobrevivente do Holocausto que emigra para a América
- Felicity Jones como Erzsébet Tóth, esposa de László
- Guy Pearce como Harrison Lee Van Buren, um rico industrial que se torna o cliente mais importante de László
- Joe Alwyn como Harry Lee Van Buren, o filho nobre e pomposo de Harrison
- Raffey Cassidy como Zsófia, a sobrinha adolescente muda e órfã de László
  - Ariane Labed como Zsófia na idade adulta
- Stacy Martin como Maggie Van Buren, irmã gêmea de Harry
- Emma Laird como Audrey, esposa de Átila
- Isaach de Bankolé como Gordon, amigo de László
- Alessandro Nivola como Átila, dono de uma loja de móveis na Filadélfia e primo de László
- Michael Epp como Jim Simpson
- Jonathan Hyde como Leslie Woodrow
- Peter Polycarpou como Michael Hoffman
- Maria Sand como  Michelle Hoffman
- Salvatore Sansone como Orazio, amigo de László em Carrara

## Recepção
No site agregador de críticas Rotten Tomatoes, 93% das 323 resenhas dos críticos são positivas, com uma classificação média de 8,8/10. O consenso do site diz: "Estruturalmente bonito e repleto da atuação comovente de Adrien Brody, o imaculadamente filme do escritor e diretor Brady Corbet, The Brutalist, é um tributo imponente à experiência do imigrante." O Metacritic, que utiliza uma média ponderada, atribuiu ao filme uma pontuação de 90 em 100, com base em 57 críticos, indicando "aclamação universal".
O filme recebeu uma crítica de cinco estrelas de Peter Bradshaw do The Guardian, que o chamou de "um épico incrível e envolvente". Ele continuou: "The Brutalist obviamente tira algo de Ayn Rand, mas também de Bernard Malamud e Saul Bellow em sua representação da aventura dos imigrantes nos Estados Unidos e da promessa de sucesso – mas talvez Corbet e Fastvold vão mais longe e mais rápido em quão vertiginosamente sensual e sexual tudo é". Bradshaw concluiu: "É um trabalho eletrizante, incrivelmente filmado pelo diretor de fotografia Lol Crawley e soberbamente desenhado por Judy Becker. Saí deste filme tonto e eufórico, tonto de tanto olhar para sua vastidão monumental". Em uma resenha para a Vogue, as filmagens, a trilha sonora, os figurinos e o design de produção foram descritos como "suntuosos", "impressionantemente elegantes" e possuidores de uma "ambição impressionante".

## Prêmios e Indicações
| Prêmio                      | Data da cerimônia       | Categoria                               | Nominado(s)                   | Resultado | Ref.   |
| --------------------------- | ----------------------- | --------------------------------------- | ----------------------------- | --------- | ------ |
| Prêmios Globo de Ouro       | 5 de janeiro de 2025    | Melhor Filme Dramático                  | The Brutalist                 | Venceu    | [ 15 ] |
| Prêmios Globo de Ouro       | 5 de janeiro de 2025    | Melhor Diretor                          | Brady Corbet                  | Venceu    | [ 15 ] |
| Prêmios Globo de Ouro       | 5 de janeiro de 2025    | Melhor Ator em Filme Dramático          | Adrien Brody                  | Venceu    | [ 15 ] |
| Prêmios Globo de Ouro       | 5 de janeiro de 2025    | Melhor Ator Coadjuvante - Cinema        | Guy Pearce                    | Indicado  | [ 15 ] |
| Prêmios Globo de Ouro       | 5 de janeiro de 2025    | Melhor Atriz Coadjuvante - Cinema       | Felicity Jones                | Indicado  | [ 15 ] |
| Prêmios Globo de Ouro       | 5 de janeiro de 2025    | Melhor Roteiro                          | Brady Corbet e Mona Fastvold  | Indicado  | [ 15 ] |
| Prêmios Globo de Ouro       | 5 de janeiro de 2025    | Melhor Trilha Sonora Original           | Daniel Blumberg               | Indicado  | [ 15 ] |
| London Film Critics' Circle | 2 de fevereiro de 2025  | Filme do Ano                            | The Brutalist                 | Venceu    | [ 16 ] |
| London Film Critics' Circle | 2 de fevereiro de 2025  | Diretor do Ano                          | Brady Corbet                  | Indicado  | [ 16 ] |
| London Film Critics' Circle | 2 de fevereiro de 2025  | Ator do Ano                             | Adrien Brody                  | Indicado  | [ 16 ] |
| London Film Critics' Circle | 2 de fevereiro de 2025  | Ator Coadjuvante do Ano                 | Guy Pearce                    | Indicado  | [ 16 ] |
| London Film Critics' Circle | 2 de fevereiro de 2025  | Roteirista do Ano                       | Brady Corbet e Mona Fastvold  | Indicado  | [ 16 ] |
| London Film Critics' Circle | 2 de fevereiro de 2025  | Artista Britânico/Irlandês Jovem do Ano | Raffey Cassidy                | Indicado  | [ 16 ] |
| BAFTA                       | 16 de fevereiro de 2025 | Melhor Filme                            | The Brutalist                 | Indicado  | [ 17 ] |
| BAFTA                       | 16 de fevereiro de 2025 | Melhor Diretor                          | Brady Corbet                  | Venceu    | [ 17 ] |
| BAFTA                       | 16 de fevereiro de 2025 | Melhor Ator                             | Adrien Brody                  | Venceu    | [ 17 ] |
| BAFTA                       | 16 de fevereiro de 2025 | Melhor Ator Coadjuvante                 | Guy Pearce                    | Indicado  | [ 17 ] |
| BAFTA                       | 16 de fevereiro de 2025 | Melhor Atriz Coadjuvante                | Felicity Jones                | Indicado  | [ 17 ] |
| BAFTA                       | 16 de fevereiro de 2025 | Melhor Roteiro Original                 | Brady Corbet e Mona Fastvold  | Indicado  | [ 17 ] |
| BAFTA                       | 16 de fevereiro de 2025 | Melhor Cinematografia                   | Lol Crawley                   | Venceu    | [ 17 ] |
| BAFTA                       | 16 de fevereiro de 2025 | Melhor Trilha Sonora                    | Daniel Blumberg               | Venceu    | [ 17 ] |
| BAFTA                       | 16 de fevereiro de 2025 | Melhor Design de Produção               | Judy Becker e Patricia Cuccia | Indicado  | [ 17 ] |
| SAG Awards                  | 23 de fevereiro de 2025 | Melhor Ator Principal em Cinema         | Adrien Brody                  | Indicado  | [ 18 ] |
| Óscars                      | 2 de março de 2025      | Melhor Filme                            | The Brutalist                 | Indicado  | [ 19 ] |
| Óscars                      | 2 de março de 2025      | Melhor Diretor                          | Brady Corbet                  | Indicado  | [ 19 ] |
| Óscars                      | 2 de março de 2025      | Melhor Ator                             | Adrien Brody                  | Venceu    | [ 19 ] |
| Óscars                      | 2 de março de 2025      | Melhor Actor Coadjuvante                | Guy Pearce                    | Indicado  | [ 19 ] |
| Óscars                      | 2 de março de 2025      | Melhor Atriz Coadjuvante                | Felicity Jones                | Indicado  | [ 19 ] |
| Óscars                      | 2 de março de 2025      | Melhor Roteiro Original                 | Brady Corbet e Mona Fastvold  | Indicado  | [ 19 ] |
| Óscars                      | 2 de março de 2025      | Melhor Trilha Sonora                    | Daniel Blumberg               | Venceu    | [ 19 ] |
| Óscars                      | 2 de março de 2025      | Melhor Fotografia                       | Lol Crawley                   | Venceu    | [ 19 ] |
| Óscars                      | 2 de março de 2025      | Melhor Edição                           | Dávid Jancsó                  | Indicado  | [ 19 ] |
| Óscars                      | 2 de março de 2025      | Melhor Design de Produção               | Judy Becker e Patricia Cuccia | Indicado  | [ 19 ] |